# Jesse Lee Davis

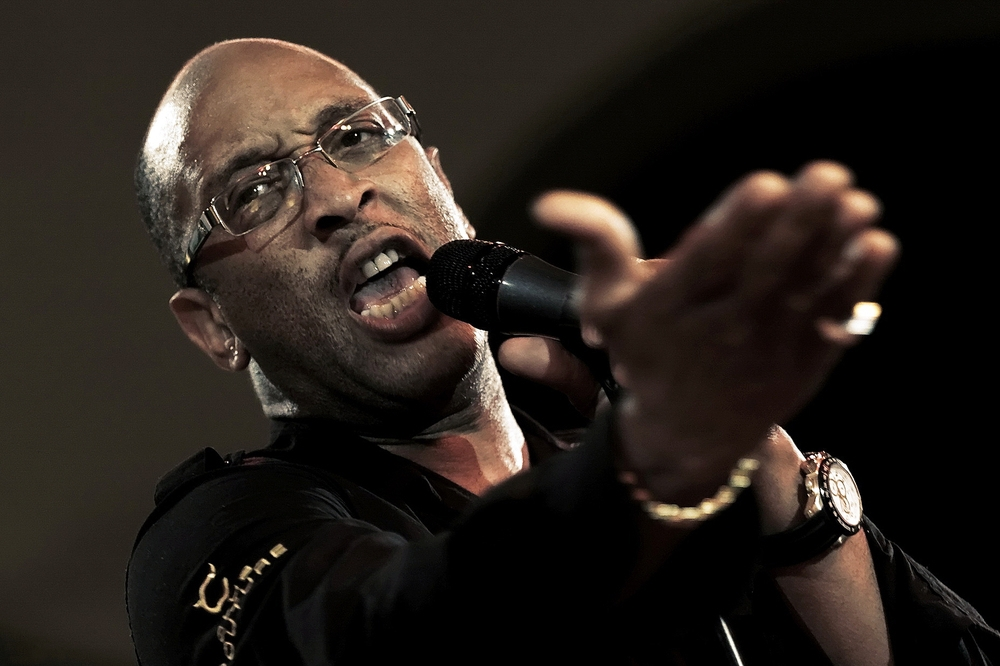
Jesse Lee Davis 2012

Jesse Lee Davis (* 6. April 1964 in Newport, Arkansas) ist ein US-amerikanischer Sänger und Songwriter. Größere Bekanntheit erreichte Davis Anfang der 1990er Jahre mit den Eurodance-Liedern Round and Round und Is This Love.

## Leben
Der in den Vereinigten Staaten geborene Davis kam als Angehöriger der US-Armee nach Deutschland. Seine Debütsingle Get Up on This wurde von BMG veröffentlicht. 1992 platzierte sich seine Single Is This Love an der Spitze der kanadischen und israelischen Charts.
Davis ist auch Mitglied der Soulband The Magic Platters. Davis der in Gevelsberg lebt, gehört den Templerorden an. 2011 war er Gastgeber bei Das perfekte Dinner und 2019 nahm er unter den Künstlernamen Sir Jesse Lee Von Held Davis Jrs. beim Supertalent teil.

## Diskografie
- Both Sides of me (2011)